# Tribolium ciliare
Tribolium ciliare är en gräsart som först beskrevs av Otto Stapf, och fick sitt nu gällande namn av Stephen Andrew Renvoize. Tribolium ciliare ingår i släktet Tribolium och familjen gräs. Inga underarter finns listade i Catalogue of Life.